# Yuma (Arizona)
Yuma város az USA Arizona államában. Lakosainak száma 95 548 fő (2020. április 1.).

## Népesség
A település népességének változása:

| 2010 | 93 064 |
| 2020 | 95 548 |